# Rose of Cimarron
Albums de Poco
Live Indian Summer
Rose of Cimarron est le neuvième album du groupe américain de country rock, Poco. Il sort en 1976 chez ABC Records.

## Liste des pistes
| 1.    | Rose of Cimarron              | Rusty Young                     | 6:42 |
| 2.    | Stealaway                     | Rusty Young                     | 3:12 |
| 3.    | Just Like Me                  | Timothy B. Schmit               | 2:45 |
| 4.    | Company's Comin'              | Rusty Young                     | 2:39 |
| 5.    | Slow Poke                     | Rusty Young                     | 2:04 |
| 6.    | Too Many Nights Too Long      | Paul Cotton                     | 5:59 |
| 7.    | P.N.S. (When You Come Around) | Paul Cotton                     | 3:15 |
| 8.    | Starin' at the Sky            | Timothy B. Schmit et John Logan | 2:58 |
| 9.    | All Alone Together            | Paul Cotton                     | 3:21 |
| 10.   | Tulsa Turnaround              | Paul Cotton                     | 2:40 |
| 35:35 |                               |                                 |      |